# یاری یویا
یاری یویا (فنلاندی: Jari Jäväjä؛ زادهٔ ۱۶ اوت ۱۹۷۳) بازیکن فوتبال اهل فنلاند بود.
وی همچنین در تیم ملی فوتبال فنلاند بازی کرده‌است.